# Ellen Ballon
Ellen Ballon (6 de octubre de 1898 – 21 de diciembre de 1969) fue una pianista canadiense.

## Biografía
Hija de inmigrantes judíos lituanos, nació en Montreal, Quebec. Fue una niña prodigio, dando su primer concierto a los cinco años, y comenzó a estudiar música en el Conservatorio McGill con Clara Lichtenstein a los seis años.
En 1906, se trasladó a la ciudad de Nueva York, donde estudió con Rafael Joseffy y Rubin Goldmark. En marzo de 1910 dio allí su primer concierto, actuando con la Orquesta Sinfónica de Nueva York. Fue invitada a interpretar en la Casa Blanca para el presidente William Howard Taft, y  regresaría para tocar para el presidente Franklin D. Roosevelt y el presidente Dwight D. Eisenhower. En 1914 viajó a Suiza, donde estudió con Josef Hofmann. Como consecuencia de la Primera Guerra Mundial, regresó a Nueva York en 1916. Para esa época ya interpretaba como concertista de piano.
Más tarde comenzó a estudiar con Wilhelm Backhaus, que estaba en Viena. Ballon realizó una gira por Europa en 1927 y Canadá en 1928. En 1934 se instaló en Londres. Dejó de tocar en vivo durante dos años después de romperse un tobillo al bajar de un taxi en 1938.
En 1945 encargó un concierto para piano al compositor brasileño Heitor Villa-Lobos. El estreno de esta pieza se produjo en Río de Janeiro en 1946, seguido por los estrenos en Estados Unidos y Canadá en 1947. Durante un breve periodo enseñó en la Facultad de Música de la Universidad McGill, donde había establecido una beca de música con su propio nombre en 1928. Ballon apareció en el programa de televisión de CBC Heure du concert.
En 1954 se casó con el coronel Théodore-Lafleur Bullock.
Ballon falleció en Montreal a la edad de 71 años.
Arthur Rubinstein describió a Ballon como "el mayor genio pianístico que he conocido".

## Discografía
- Ellen Ballon – Piano Solos. London Records – LPS.306. 1951[5]
- Villa-Lobos Piano Music. London Records, 1952[6]